# Ethopolys spectans
Ethopolys spectans är en mångfotingart som beskrevs av Chamberlin 1951. Ethopolys spectans ingår i släktet Ethopolys och familjen stenkrypare. Inga underarter finns listade i Catalogue of Life.